# Суворов, Александр Борисович
Александр Борисович Суворов (род. 29 января 1947 года, Москва, РСФСР, СССР) — советский и российский художник-график, академик Российской академии художеств (2012). Заслуженный художник Российской Федерации (2016).

## Биография
Родился 29 января 1947 года в Москве, где живёт и работает.
В 1966 году — окончил Московскую среднюю художественную школу при МГХИ имени В. И. Сурикова (руководитель диплома мастерской плаката Н. А. Пономарев), в 1975 году — окончил факультет графики МГАХИ имени В. И. Сурикова.
С 1995 года — профессор, ведет мастерскую офорта, с 2013 года — заведующий кафедрой графики МГАХИ имени В. И. Сурикова.
С 1977 года — член Союза художников СССР, с 1997 года — член Московского союза художников.
В 2007 году — избран членом-корреспондентом, в 2012 году — избран академиком Российской академии художеств от Отделения графики.

## Творческая деятельность
Основные проекты и произведения: серии «Немецкая тетрадь». Офорт, акватинта, сухая игла, (2007—2009), «По Италии», Офорт, акватинта, сухая игла, мягкий лак. (2009—2012), «Размышление о музыке». Из посвящений Рихарду Штраусу, Странствующий, Норма, По мотивам Цветы зла (Шарль Бодлер), Офорт, травление, сухая игла, меццо-тинто, акватинта, (1989—2015)
Работы находятся в собраниях музеев России, а также частных коллекциях в России и за рубежом.

## Награды
- Заслуженный художник Российской Федерации (28 июня 2016) — за большие заслуги в развитии отечественной культуры и искусства, многолетнюю плодотворную деятельность[1]
- Государственная премия Российской Федерации в области литературы и искусства (2003) — за серию офортов «Старые дома»[2]
- I премия ЦК ВЛКСМ и СХ СССР за серию офортов «Будни Тутаевского завода» (1976)
- Золотая медаль РАХ (1997)